# Мийнала (посёлок)
Ми́йнала (фин. Miinala) — посёлок в Лахденпохском районе Республики Карелия, административный центр Мийнальского сельского поселения.

## Общие сведения
Расположен на трассе А121 («Сортавала») на правом берегу реки Мийналанйоки, в 9 км по автодороге к востоку от города Лахденпохья.
В посёлке действует школа, почта, библиотека, современный спортивный комплекс.
Через посёлок проходит ежегодный этап чемпионата России по авторалли «Белые ночи».

## Население
| 2002 | 2009 | 2010 | 2013 |
| ---- | ---- | ---- | ---- |
| 476  | ↗507 | ↘425 | ↘400 |

## Улицы посёлка
- Гористая ул.
- Совхозная ул.
- Набережная ул.
- Центральная ул.
- Школьная ул.